# Provincia di Ba Ria-Vung Tau
Ba Ria-Vung Tau (vietnamita: Bà Rịa–Vũng Tàu) è una provincia del Vietnam, della regione di Dong Nam Bo.
Questa provincia occupa una superficie di 1987,4 km² e ha una popolazione di 1.148.313 abitanti. 

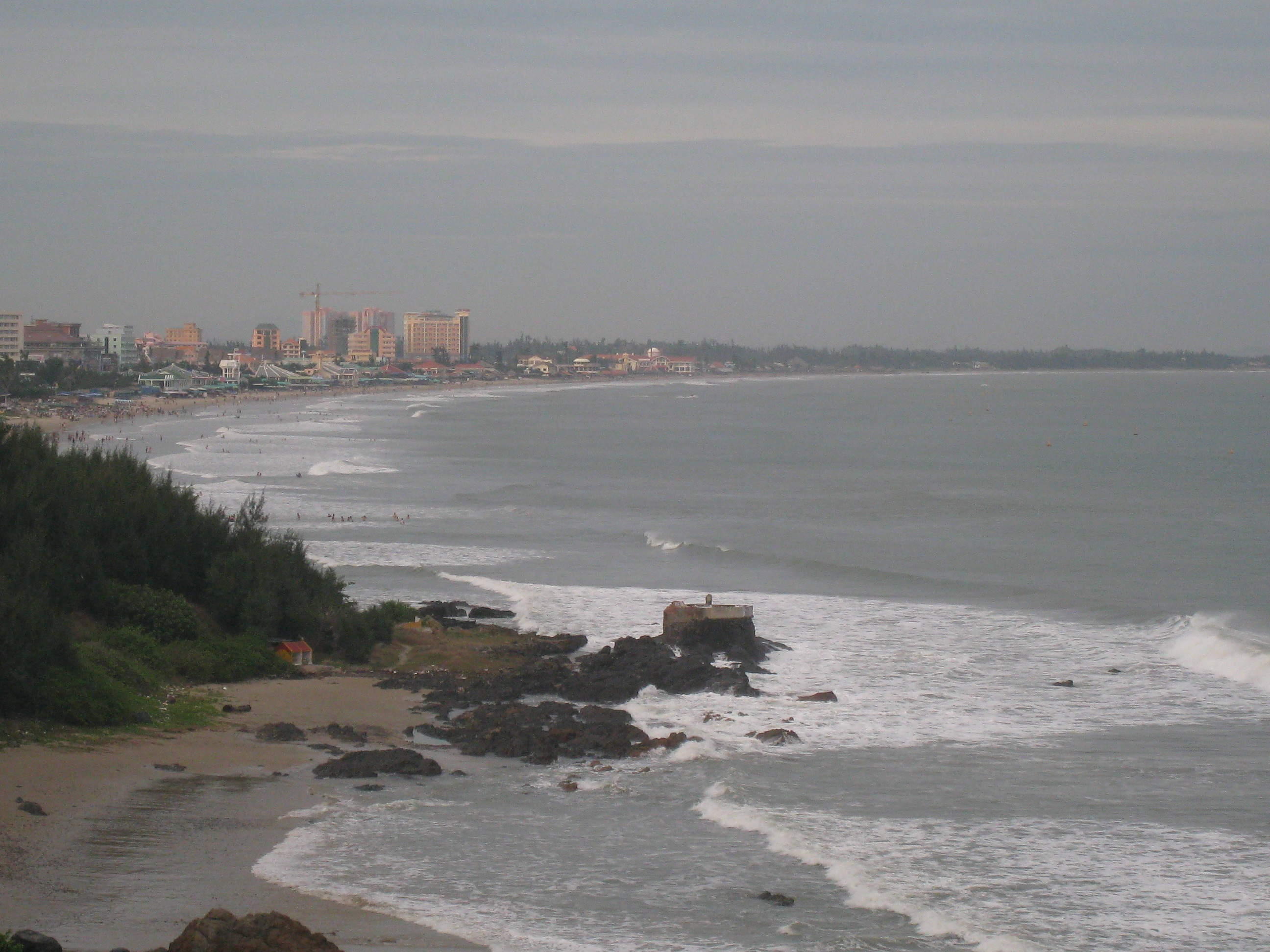
La spiaggia di Sau, Vung Tau

La capitale provinciale è Bà Rịa. 

## Distretti
La provincia è suddivisa in cinque distretti:
- Châu Đức
- Côn Đảo
- Đất Đỏ
- Long Điền
- Xuyên Mộc

A questi si aggiungono la città capoluogo e le città di Phú Mỹ e Vũng Tàu.